# Александровка (Свердловский район)
Алекса́ндровка (укр. Олекса́ндрівка) — село, относится к Свердловскому району Луганской области Украины. С 2014 года населённый пункт контролируется Луганской Народной Республикой.

## География
Соседние населённые пункты: города Свердловск на западе и Червонопартизанск на востоке, сёла Ананьевка на юго-западе и Панченково на юго-востоке, Бобриковка и Маяк на севере.

## Общие сведения
Занимает площадь 21,35 км². Почтовый индекс — 94860. Телефонный код — 6434. Код КОАТУУ — 4424281101.

## Население
Население по переписи 2001 года составляло 480 человек.

## Местный совет
94860, Луганская обл., Свердловский район, с. Александровка, ул. Крупской, 52